# Resolució 352 del Consell de Seguretat de les Nacions Unides
La Resolució 352 del Consell de Seguretat de les Nacions Unides, aprovada per unanimitat el 21 de juliol de 1974, després d'examinar l'aplicació de la República de Grenada per a ser membre de les Nacions Unides, el Consell va recomanar a l'Assemblea general que la República de Grenada fos admesa.